# Bertil Nordahl
Bertil Nordahl   (Hörnefors, 26 de juliol de 1917 - Degerfors, 1 de desembre de 1998) fou un futbolista suec de la dècada de 1940.
Fou 15 cops internacional amb la selecció sueca amb la qual participà en els Jocs Olímpics d'Estiu de 1948.
Pel que fa a clubs, defensà els colors de Degerfors IF i Atalanta BC.

Era germà dels també futbolistes Knut i Gunnar Nordahl.